# Перкельт
Перкельт (угор. pörkölt) — один із способів приготування тушкованого м'яса в угорській та українській кухні. На відміну від паприкашу, в ньому не використовується сметана. Відокремлене від кісток м'ясо (яловичина, свинина, баранина, курятина, печінка та іноді рубець) злегка обсмажують, а потім тушкується протягом години в соусі із солодкою паприкою, обсмаженою цибулею і салом, іноді з додаванням часнику і зеленого перцю. Вода додається в обсязі м'яса. Як гарнір до перкельту часто використовується картопля; іноді її додають безпосередньо до страви під час приготування. Іншим популярним гарніром до перкельту є тархоня.